# BBC 2W
BBC 2W était une chaîne de télévision numérique de la BBC qui diffusait du 5 novembre 2001 au 2 janvier 2009 des émissions en anglais au Pays de Galles.

## Fonctionnement
Cette chaîne était diffusé à la place de la version galloise de BBC Two uniquement en numérique. A la suite de l'arrivée très proche de l'extinction des émissions en analogique, la chaîne fut fermée le 2 janvier 2009 et fut tout simplement remplacée par BBC TWO Wales, la déclinaison galloise de BBC TWO.